# سرعوف كبير الرأس
سرعوف كبير الرأس (الاسم العلمي: Mantis macrocephala) هو نوع من الحشرات يتبع جنس السرعوف المصلي من فصيلة السراعيف المصلية. تم وصف هذا النوع من الحشرات علمياً لأول مرة من قبل آر لندت (بالإنجليزية: Aare Lindt)‏ سنة 1974.